# Casa Romagosa
La Casa Romagosa és una obra del municipi de l'Arboç protegida com a bé cultural d'interès local.

## Descripció
L'edifici és compost de quatre plantes separades per cornises. Els baixos presenten una portalada i una finestra d'arc rebaixat decorats per una motllura a la part superior i a cada costat per una pilastra adossada a la paret de capitell corregut. El primer pis presenta dos balcons amb base, barana de ferro forjat; i amb una sola porta balconera d'arc rebaixat, decorada també amb els pilastres i els capitells correguts. El segon pis és decorat de la mateixa manera, però els seus dos balcons tenen la base més petita. Les golfes presenten barana de pedra, la qual té al centre la data 1876. Darrere la barana es pot observar una torre de planta poligonal emmerletada a la part de dalt i amb finestres geminades amb arc de mig punt.

## Història
L'edifici fou construït a finals del segle xix (1876).